# Smradlák (přítok Labe)
Smradlák je menší vodní tok ve Středolabské tabuli, levostranný přítok Labe v okrese Nymburk ve Středočeském kraji. Délka toku měří 7,38 km, plocha povodní činí 7,72 km².

## Průběh toku
Potok pramení v nadmořské výšce 193 metrů na jižním okraji Třebestovic při ulici Lipová a pozvolně nabírá severní až severozápadní směr, který drží po celém průběhu. Na západním okraji Sadské u kaple Panny Marie Bolestné podtéká železniční trať č. 060 Poříčany–Nymburk a silnici II/611. Na tomto místě se kdysi nacházely pramenné lázně. Dále potok teče po poli severozápadně od Sadské, na území Přírodního parku Kersko – Bory. Smradlák se vlévá zleva do Labe nad zdymadlem (km 887,6 (50,3)) na severním okraji obce Hradištko v nadmořské výšce 180 metrů.